# Viktor Lipsnis
Viktor Lipsnis (né le 6 décembre 1933 à Nijyn) est un athlète soviétique, spécialiste du lancer du poids.

## Carrière
Il remporte deux médailles d'argent aux Championnats d'Europe en lancer du poids : à Stockholm en 1958 avec un jet à 17,47 m, et à Belgrade en 1962 avec une marque de 18,38 m.
Il participe à deux Jeux olympiques consécutifs, en 1960 et 1964, et obtient son meilleur résultat à l'occasion des Jeux olympiques de Rome en terminant quatrième (17,90 m).

### Palmarès
| Date | Compétition           | Lieu      | Résultat | Marque  |
| ---- | --------------------- | --------- | -------- | ------- |
| 1962 | Championnats d'Europe | Stockholm | 2e       | 17,47 m |
| 1960 | Jeux olympiques       | Rome      | 4e       | 17,90 m |
| 1961 | Universiade           | Sofia     | 1er      | 18,00 m |
| 1962 | Championnats d'Europe | Belgrade  | 2e       | 18,38 m |
| 1964 | Jeux olympiques       | Tokyo     | 10e      | 18,11 m |

### Records
| Épreuve         | Performance | Lieu | Date |
| --------------- | ----------- | ---- | ---- |
| Lancer du poids | 19,35 m     |      | 1964 |